# تبة باشي (إسكي شهر)
تبة باشي (بالتركية: Tepebaşı)‏ هي مديرية في محافظة إسكي شهر في شمال غرب تركيا. تقع شمال نهر بورسوك الذي يتدفق عبر إسكي شهر. بلغ إجمالي عدد سكان المنطقة (بما في ذلك المنطقة الريفية) نحو 296,704 نسمة في عام 2012.

## توأمة المدن
هناك اتفاقيات توأمة بين تبة باشي مع مدنٍ أُخرى، وهي:
| آسيا | - فلسطين - بلدية سلفيت - الضفة الغربية. |